# ラースロー・パル
パル・ラースロー（ハンガリー語: Pál László, 1942年9月5日 – 2017年11月21日）は、ハンガリーの電気技師、政治家。

## 生涯
1942年、郵便局員の後に新聞編集者となった父ティボルと、貿易会社で流通部門の責任者を務めていた母アグネスの間にブダペストに生まれる。両親はどちらもハンガリー共産党、ハンガリー労働人民党、ハンガリー社会主義労働者党員であった。
ブダペストの初等中等学校を卒業し、ハイテク産業技術学校に進学した。1965年に電気工学の研究者であるスメイェヴァ・ライザと結婚し、ハンガリー社会主義労働者党に入党。1966年にモスクワのモスクワ電力工学研究所を卒業し、電気工学と計算機科学の学位を取得した。帰国した後は1969年まで電気研究所の研究員兼チームリーダーを務めた。その後、国家技術開発委員会 (OMFB) の首席報告者を務め、1973年から1980年まで部門長を務め、さらにその後5年間部門長を務めた。 1982年には、ハンガリー社会主義労働者党の政治学院で経済政策の学位を取得した。1985年から1989年まで、OMFBのメイングループの指導者となった。同時期となる1981年から1988年までOMFBの党書記、地区党委員会および執行委員会のメンバーも務めた。
1989年10月の党大会で、ハンガリー社会主義労働者党の全国議長に選出され、1990年から1997年までの7年間国会議員を、1994年から1995年までホルン内閣で産業貿易長官をそれぞれ務めた。
2002年にハンガリー電力公社（MVMグループ）のCEOに任命されたが、2004年12月1日の臨時総会で解任された。2017年11月21日、長期にわたる闘病の末に75歳で死去した。遺体はブダペストのケレペシ墓地に埋葬された。